# Болиголов
Болиголо́в (Conium) — рід дворічних трав'янистих рослин родини окружкових. Стебло високе плямисте, листки 3-пірчасті. Відомо 4 види, поширені в Європі, Сибіру і Малій Азії. В Україні — 1 вид: болиголов плямистий (Conium maculatum) до 2 м висотою. Стебло розгалужене, борозенчасте, в нижній частині з червоно-бурими плямами. Плід — сім'янка. Росте як бур'ян на засмічених місцях, луках і лісових галявинах. Дуже отруйна рослина, особливо плоди (містить алкалоїд коніїн). При висушуванні отруйність зникає. Може також використовуватися як лікарська рослина.

## Види
- Conium chaerophylloides (Thunb.) Sond.
- Conium maculatum L.
- Conium fontanum Hilliard & B.L.Burtt
- Conium sphaerocarpum Hilliard & B.L.Burtt